# Silvana Schneider
Silvana Lorena Schneider (Charata, Chaco; 23 de mayo de 1981) es una contadora, especialista en Tributaria, docente Universitaria y política argentina, perteneciente a la Unión Cívica Radical. Actualmente es la Vicegobernadora de la provincia de Chaco, acompañando al gobernador Leandro Zdero. Tras su elección, se convirtió en la segunda mujer en la historia en ocupar la Vicegobernación de la Provincia del Chaco.

## Biografía

### Formación
Silvana Schneider inicio sus estudios primarios en la Escuela 160 de Pampa Roldán que lleva el nombre de su bisabuelo "Alberto Schneider"; continuó los estudios secundarios en el Colegio Nacional de Charata. Cursa sus estudios universitarios en la UNNE donde se recibió de contadora pública; también allí realiza la carrera de posgrado especialista en Tributación. Posteriormente, se graduó de profesora universitaria en Ciencias Económicas en la Universidad de Mendoza.

### Trayectoria Política

#### Concejal de Charata
En el año 2019 es candidata a concejal por su ciudad natal (Charata) por la alianza  Chaco Somos Todos cargo en el que es electa junto a otros tres candidatos de la lista para el periodo 2019-2023.

#### Vicegobernadora del Chaco
Para las Elecciones provinciales del Chaco de 2023 el diputado provincial y candidato a gobernador Leandro Zdero la elige como su compañera de formula logrando ganar las primarias de Juntos por el Cambio al diputado nacional, Juan Carlos Polini quien era acompañado por Delfina Veiravé (exrectora de la Universidad Nacional del Nordeste). La formula Zdero-Schneider logra vencer en las elecciones generales con el 46.20 % al gobernador Jorge Capitanich así el radicalismo vuelve a gobernar la provincia luego de 16 años. Finalmente Silvana Schneider asume el 9 de diciembre como vicegobernadora y Leandro Zdero como gobernador.